# Трояновський Віталій Антонович
Трояновський Віталій Антонович — російський історик кіно, сценарист. Кандидат мистецтвознавства (1985).
Народ. 8 жовтня 1947 року у с. Ново-Александрівка Новосибірської області (Росія). Закінчив кінознавчий факультет Всесоюзного державного інституту кінематографії (1975 рік, майстерня Р. Юренєва). З 1975 року працює у Науково-дослідному інституті теорії і історії кіно. Автор сценарію фільму «Стомлені міста» (1988 рік, у співавторстві з О. Роднянським, Державна премія УРСР ім. Я. Галана), статті «Закономерности творческого мышления и проблеми кинематографической выразительности в фильмах Феликса Соболева» // Грани режиссерского мастерства. М., 1987 р.